# Holocnomus braconiformis
Holocnomus braconiformis är en stekelart som beskrevs av Quilis 1940. Holocnomus braconiformis ingår i släktet Holocnomus och familjen bracksteklar. Inga underarter finns listade i Catalogue of Life.